# Jure Jakob
Jure Jakob, slovenski mladinski pisatelj in pesnik, * 8. september 1977, Celje, Slovenija.

## Življenje
Jure Jakob se je rodil leta 1977 v Celju, otroštvo je preživel v Vitanju in danes živi v Savljah pri Ljubljani. Študiral je filozofijo in primerjalno književnost na filozofski fakulteti v Ljubljani, kjer je v tej smeri tudi magistriral. Je avtor sedmih pesniških zbirk: Lakota (2018), Delci dela ( 2013), Zapuščeni kraji (2010), Tri postaje (2003), Budnost (2006), Učitelj gluhih, učenec nemih (2022), Drobne opazke (2024), avtor monografske študije Otroški pogled, esejistične in|prozne knjige Hiše in drugi spisi ter avtor štirih pesniških slikanic: Morje (2016), Skrivni gozd (2017), Tri vrane s platane (2010), Vranja potovanja (2021).
Za pesniško zbirko Tri postaje je leta 2004 prejel nagrado zlata ptica, namenjeno mladim umetnikom. Leta 2016 je prejel kritiško sito za najboljšo knjigo preteklega leta ter Rožančevo nagrado za najboljše esejistično delo preteklega leta. Kritiško sito in Rožančevo nagrado je prejela njegova knjiga poetičnih esejev Hiše in drugi prosti spisi, kjer se spominja svojega otroštva na podeželju, selitve v Ljubljano in razmišlja o poeziji, hoji, kolesarjenju.
Z ženo Anjo Jerčič Golob sta ustvarila štiri slikanice z otroškimi pesmicami. Sodelujeta tudi s tržaško revijo Galeb, ki objavlja pesmi in ilustracije. 

## Pesniške zbirke

### Učitelj gluhih, učenec nemih
Šesta pesniška zbirka Jureta Jakoba za odrasle, Učitelj gluhih in učenec nemih ima podnaslov pesmi iz proze. Avtor poudari, da ne gre za pesmi v prozi, čeprav so prozne so iz verzov. Pesmi so bolj lirične.
V intervjuju z Nežko Struc je povedal, da je zbirka, Učitelj gluhih in učenec nemih, nastala naknadno, pesmi niso napisane naenkrat in v prvem poizkusu. Pisanje se odvija sproti, je spontano in ni vnaprej načrtovano. Tudi v tej zbirki ni bil zavestno pozoren na dogodke v naravi. Pesmi se povezujejo z neposrednim časom in prostorom nastajanja, včasih pa z drugimi prostori in časi ter s prostorom in časom pesnikovega otroštva.
V primerjavi s prejšnjimi zbirkami, ki so bile duhovno zastrte, se v tej zbirki pojavijo elementi božjega, religiozni motivi. Spremljamo duhovni boj in branje takih pesmi ni več naivno, dobesedno in samoumevno.
Zbirka je kljub navidezni lahkotnosti polna elementov groze, ki jih spremljamo skozi oči otroka – pesnika, odprtih ran in bolečine. 
Zbirka je izšla v založbi LUD literatura. Te pesmi izhajajo iz Jakobovega zasebnega in intimnega življenja, napisane so kot pesniški dnevnik in so po večini izpovedne z več pogovornega tona in sarkazma.

### Tri postaje
Pesniško zbirko Tri postaje, za katero je značilno zrelo dejanje, označujejo široki pripovedni verzi, kjer Jure Jakob ne razlaga ampak pasivno opazuje. Samota je v pesmih prikrita z žensko a le za kratek čas, da ga zamoti. V pesmih se vrača na začetek, v svoje otroštvo, k svojim prednikom in koreninam, pri tem pa ne pozabi na naravo, ki jo nagovarja in kjer omenja temne smreke in dež, ki je poosebljen. Marijan Pušavec pravi, da je Jure Jakob po izpovedi tradicionalen, medtem, ko so podobe iz ruralnega ali urbanega sveta čutne.
Jakob v tej zbirki pokaže izvorno pripovedovalsko moč v obliki imaginativnih podob. Besedišče je obilno in preprosto.

### Lakota
V zbirki Lakota je veliko motivov iz narave, to pa je povezano z njegovo biografijo in načinom življenja. Odraščal je namreč na podeželju. Raje kot bogata mesta obišče skromne vasi in gozdove. Zbirka Lakota naj bi sprva imela naslov Šibki časi, močni časi. Skozi celotno zbirko se kot simbol narave kaže motiv ptic, saj gre za preplet narave in človeka ter njuno sobivanje, kjer je človek največkrat samo opazovalec. Lirski subjekt se sprva pogreza vase, nato se poistoveti z naravo saj mu ta predstavlja svobodo in je vir lepote ter življenja. V pesmih se prepleta človeško, naravno, urbano in ruralno, zaključne pesmi pa zajemajo motiv hrepenenja in umirjenosti lirskega subjekta.

### Drobne opazke
V pesniški zbirki, Drobne opazke, so nasproti podobam trobentic in zvončkov dežne kaplje, ki se spremenijo v sneg čemur sledi uničenje. Pesmi vsebujejo elemente narave in samote, so napete, presenetljive, kjer se mešajo jezikovne zvrsti. Je torej zbirka o naravi v nas in naravi zunaj nas. Pesnik vnese v njih ironijo in samoto. Samota se kaže v obliki samote pesnika ali kot samota minljivega človeka. Pesmi zaznamujejo fizični in duhovni pojavi.

### Delci dela
Delci dela so zbirka triindvajsetih, na videz preprostih, pesmi, ki vsebujejo izvirne metafore in prispodobe. Osrednji temi te zbirke sta narava in prvinskost in s tem prikaz ljubezni skozi pesmi, ki pa so posebne in privlačne, saj avtor dopušča, da se zgodijo same. Delujejo preprosto in naravno, kjer lirski subjekti ne opazijo, da so videni za bralce. Prevladujeta dva letna časa, poletje in zima, ki dajeta občutek, da se nikoli ne končata.

### Zapuščeni kraji
Tretjo, umirjeno in bogato pesniško zbirko označujejo samotne poti, prizori iz narave, prikrito valovanje čustvenih stanj, počasen ritem ter uravnotežena osredotočenost. Pesmi, na videz preproste, a polne skritih pomenov, delujejo kot odraz pesnikovega notranjega stanja, česar pesnik nikoli ne razkriva.

## Pesniške slikanice

### Morje
Slikanica Morje je knjižni prvenec za otroke, ki vsebuje enajst rimanih pesmi, kjer se v osmih pesmih posveča morskemu habitatu. Preprosto besedišče skriva pomembne podrobnosti živali in življenja v morju ter ob njem. Pesem nosi sporočilo pomembnih, a pozabljenih vrednot kot so, čustva, spoštljivost, majhnost, nedomišljavost in spoštovanje.

### Skrivni gozd
Skrivni gozd je pesniška slikanica, ki je bila izdana maja 2017 in ima štirideset strani s pesmimi o prebivalcih skrivnega gozda, kjer imajo prebivalci vedno kaj za bregom. Pesmi so polne humorje, vsebine in ritma.

### Tri vrane s platane
Je domiselna ilustrirana pesniška slikanica avtorja, Jureta Jakoba in ilustratorke, Anje Jerčič Jakob, ki je bila nominirana za desetnico 2020. V dvanajstih pesmih, katerih naslovi so posamezne vrste dreves, so prizori živali ter fantov in deklet, ki se podijo po drevesih, na koncu pa duhoviti opisi vseh dvanajstih dreves.

### Vranja potovanja
V pesniški zbirki Vranja potovanja je v primerjavi z ostalimi zbirkami razlika v rimah, ki delujejo spontano. Vrane so v otroški literaturi zelo dobro zastopane, gre za zbirko dvanajstih pesmi s podnaslovom O živalih, otrocih in drevesih. Vrane se pojavijo v zadnji pesmi in sicer v prenesenem pomenu, saj z vranami označi tri nagajive otroke, ki se vedejo kot vrane. V zbirki se vtis pesmi kaže skozi napetost med naravo in človeškim, tehničnim svetom. Vrane so postavljene v vlogo človeških prevoznih sredstev.